# Gastrochaenolites

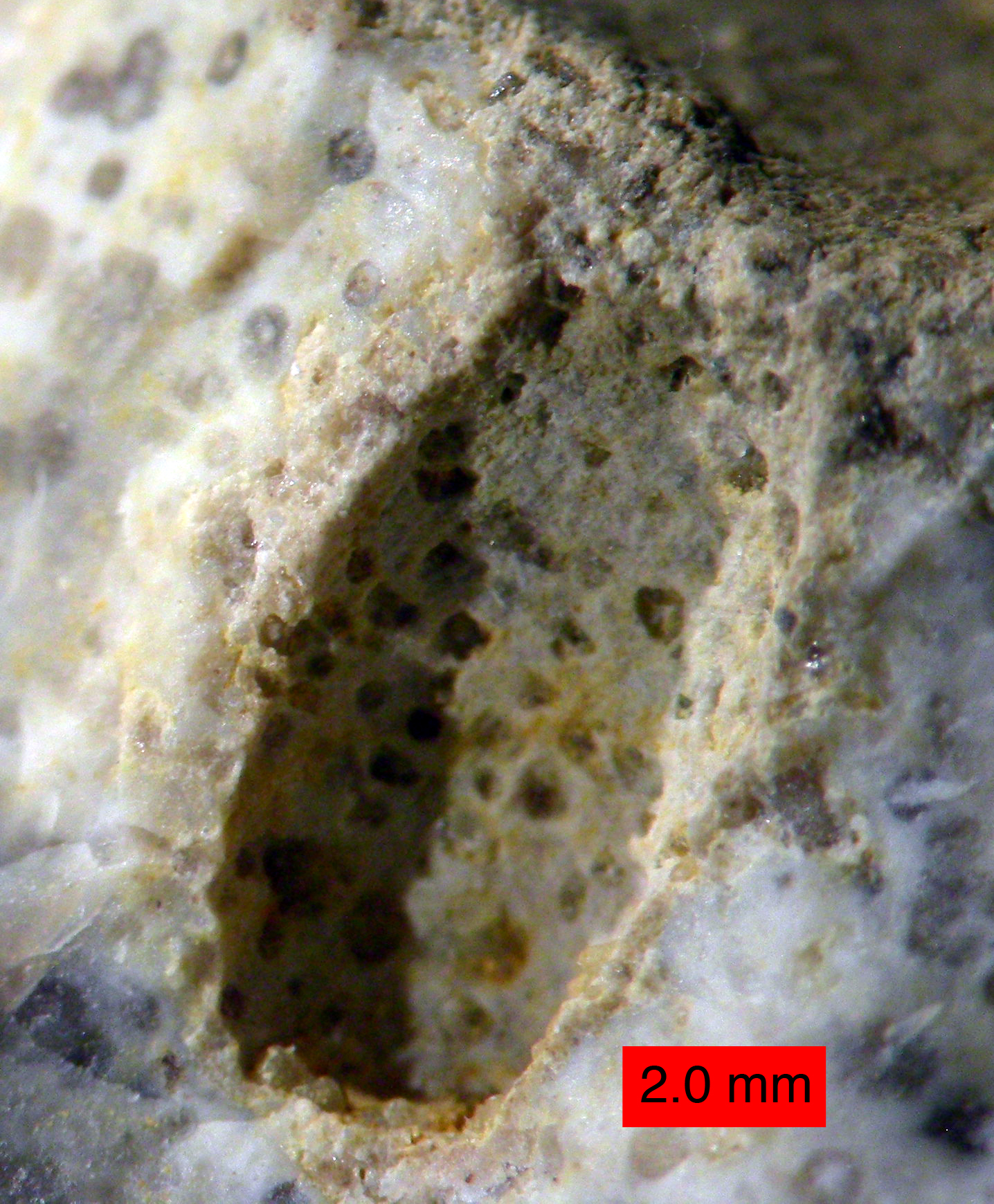
Trace de Gastrochaenolites dans du corail, formation de Matmor (Israël).

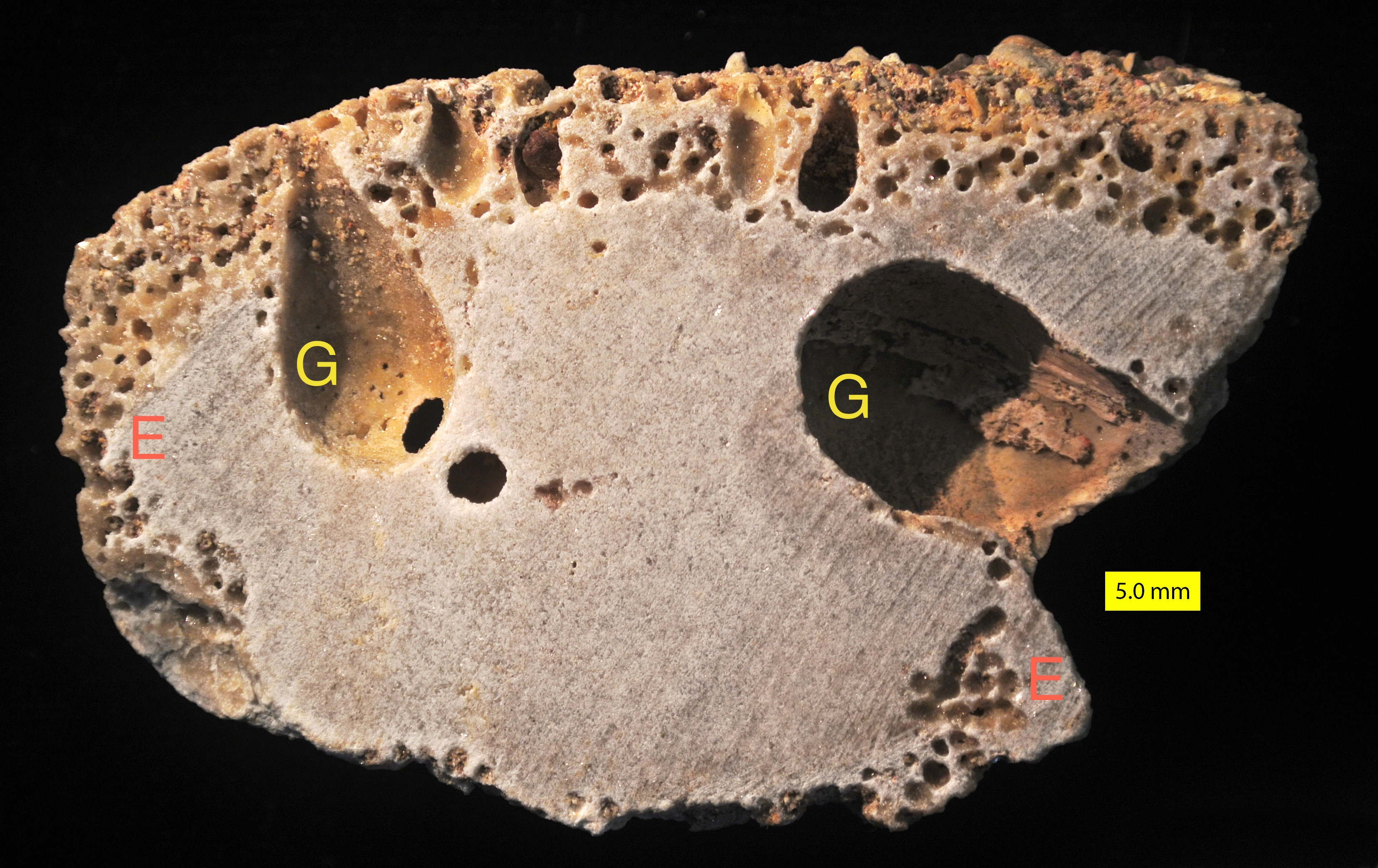
Trace de Gastrochaenolites (G); Entobia (E).

Gastrochaenolites est une trace fossile en forme de massue formée par une inclusion dans un substrat solide comme une coquille, une roche ou des sédiments solidifiés. Elle est souvent associée à des organismes des genres Lithophaga ou Gastrochaena. Les plus anciennes sont datées de l'Ordovicien.